# Robert Sorgenfrey
Robert Henry Sorgenfrey (14 août 1915 – 6 janvier 1995) est un mathématicien américain.

## Biographie
Sorgenfrey a commencé en 1933 des études en mathématiques et en physique à l'université de Californie à Los Angeles (UCLA). En 1941, il a soutenu à l'université du Texas à Austin un Ph. D., dirigé par Robert Lee Moore. Il est retourné en 1942 à Westwood et a poursuivi sa carrière à l'UCLA, jusqu'à sa retraite en 1979.
En définissant la droite de Sorgenfrey et le plan de Sorgenfrey, deux espaces topologiques auxquels on a donné son nom, il a démontré que le produit de deux espaces paracompacts n'est pas toujours paracompact — une question laissée ouverte par Jean Dieudonné en 1944 — et donné à cette occasion un exemple simple d'espace normal dont le carré n'est pas normal.